# Leland H. Hartwell
Leland Harrison (Lee) Hartwell (Los Angeles, 30 oktober 1939) is een Amerikaans wetenschapper en Nobelprijswinnaar. In 2001 won hij de Nobelprijs voor Fysiologie of Geneeskunde voor zijn bijdragen aan het begrijpen van de celcyclus. Hij deelde de prijs met Paul Nurse en Tim Hunt, wier onderzoek zich concentreerde op cyclines en andere aspecten van de celdeling.

## Biografie
Hartwell is de zoon van Ernest en Marjorie Taylor Hartwell. Hij ontving in 1961 zijn bachelor van Caltech. In 1964 haalde hij zijn Ph.D. in biologie aan de Massachusetts Institute of Technology. Na zijn promotie was hij onderzoeker aan het Salk-instituut bij Renato Dulbecco. Van 1965 tot 1968 werkte hij als docent aan de Universiteit van Californië. In 1968 vertrok hij naar de Universiteit van Washington in Seattle, eerst als docent en van 1973 als hoogleraar genetica.

## Werk
Van 1970 tot 1971 deed Hartwel een reeks experimenten, waarbij hij de cell division cycle (CDC) ontdekte in genen van bakkersgist Saccharomyces cerevisiae. Deze genen reguleren de celcyclus, ofwel hoe cellen groeien en vermenigvuldigen. Een van deze genen, cdc28, regelt de eerste stap bij het doorlopen van de groeifase. Hij toonde aan dat de celcyclus soms pauze bevat, zogenaamde checkpoints, een tijdsduur waarin beschadigd DNA wordt gerepareerd voordat de volgende fase van de celcyclus start. Mutaties in de genen zijn verantwoordelijk voor bepaalde vormen van kanker. Dit onderzoek leverde hem de Nobelprijs op.
Naast de Nobelprijs won Hartwell nog tal van andere prijzen, waaronder de Louisa Gross Horwitz Prize van de Columbia-universiteit in 1995. Hij werd in 1987 lid van de National Academy of Sciences. In 1996 kwam hij te werken bij de faculteit van het Fred Hutchinson Cancer Research Center, alwaar hij in 1997 de directeur en president werd.
In 1998 ontving hij de Albert Lasker Award for Basic Medical Research. Op 9 juli 2003 kreeg hij van gouverneur Gary Locke de Medal of Merit, de hoogste prijs van de staat Washington.
Hartwell is voorzitter van de Scientific Advisory Board van de Canary Foundation, een non-profitorganisatie die zoekt naar nieuwe technologieën om kanker in een vroeg stadium te ontdekken.